# Grund (Luxemburg)

Stadt Luxemburg, Grund hervorgehoben

Grund (luxemburgisch Gronnⓘ) ist ein Stadtteil der Stadt Luxemburg. Ende 2018 lebten 931 Personen im Quartier. Der Fläche des Stadtteils beträgt 30 Hektar.
Am Ufer der Alzette erstreckt sich die Unterstadt (Grund, Clausen, Pfaffenthal und Pulvermühle), die bereits in frühen Zeiten bewohnt war. Vor allem Handwerker, die das Wasser des Flusses nutzten, um ihren Beruf zu betreiben, siedelten sich hier an.
Im Grund befinden sich u. a. die Abtei Neumünster mit der Johanneskirche und das Nationalmuseum für Naturgeschichte. Ab 1869 war das Gefängnis der Stadt Luxemburg in der einstigen Abtei untergebracht. Nachdem dieses 1984 verlegt worden war, stand das gesamte Areal leer und verfiel. 1994 wurde mit der Restauration begonnen. Diese sollte zehn Jahre lang dauern. Seit 2004 ist die Abtei Neumünster nun das Schmuckstück der Unterstädte. Aus ihr wurde ein internationales Kulturzentrum, in dem mehr als tausend Veranstaltungen jährlich stattfinden.
Im Pfaffenthal sind insbesondere die beiden Vauban-Türme und in Clausen das Geburtshaus von Robert Schuman, dem "Vater des europäischen Gedankens", hervorzuheben.
Die Rue de Trèves führt in Richtung des Quartiers Cents.

## Bilder

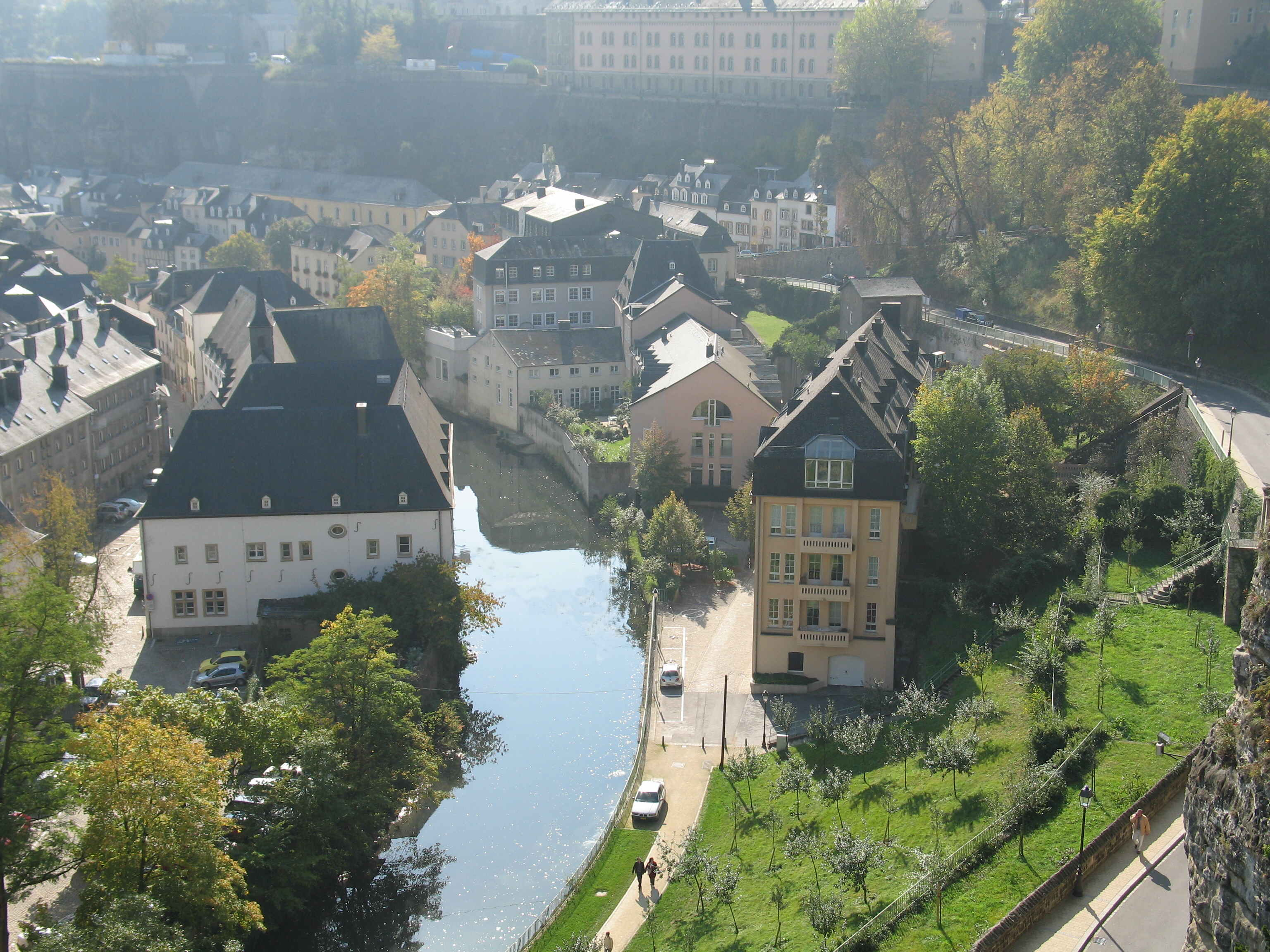
Blick auf den Grund von der Corniche
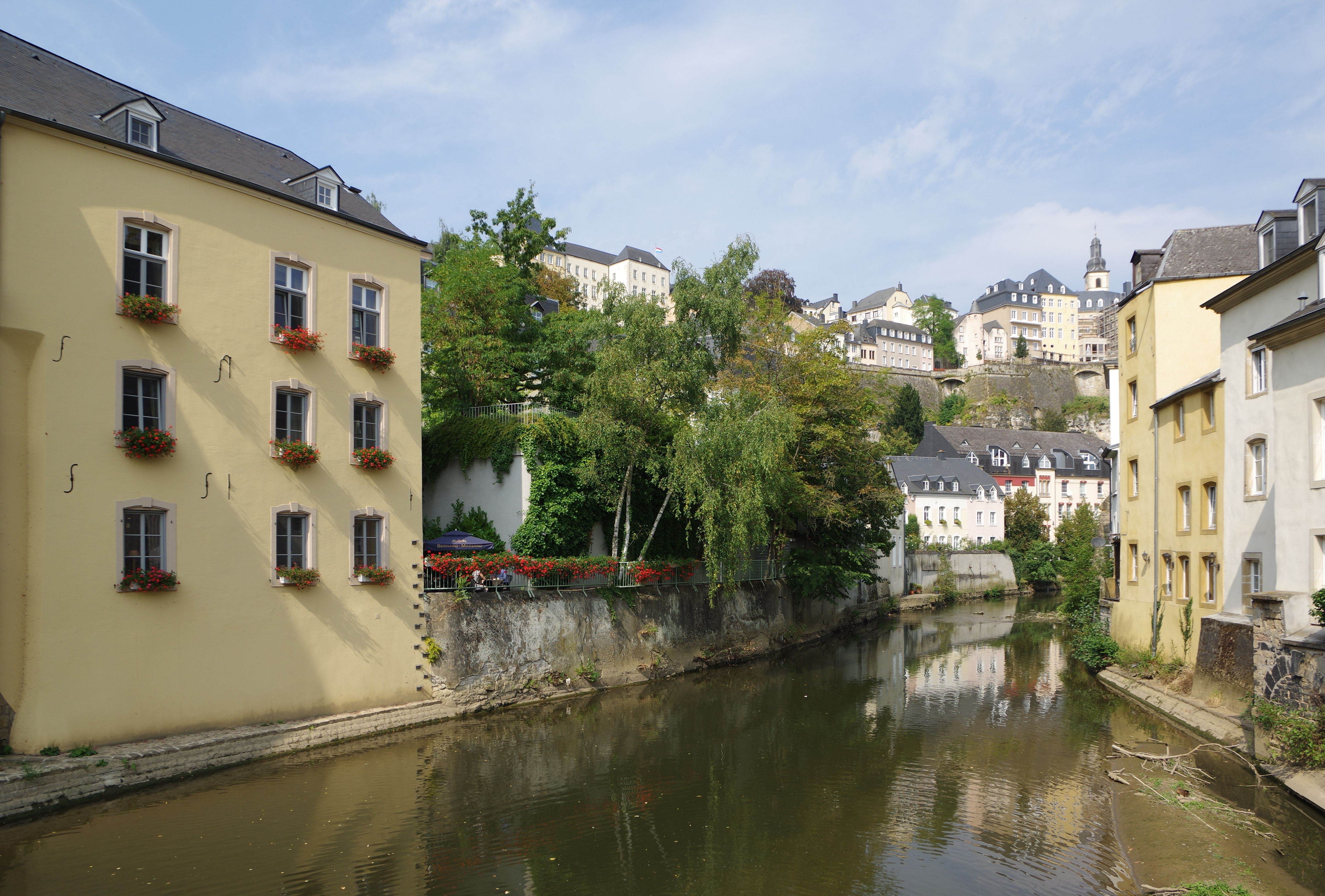
Die Alzette im Grund
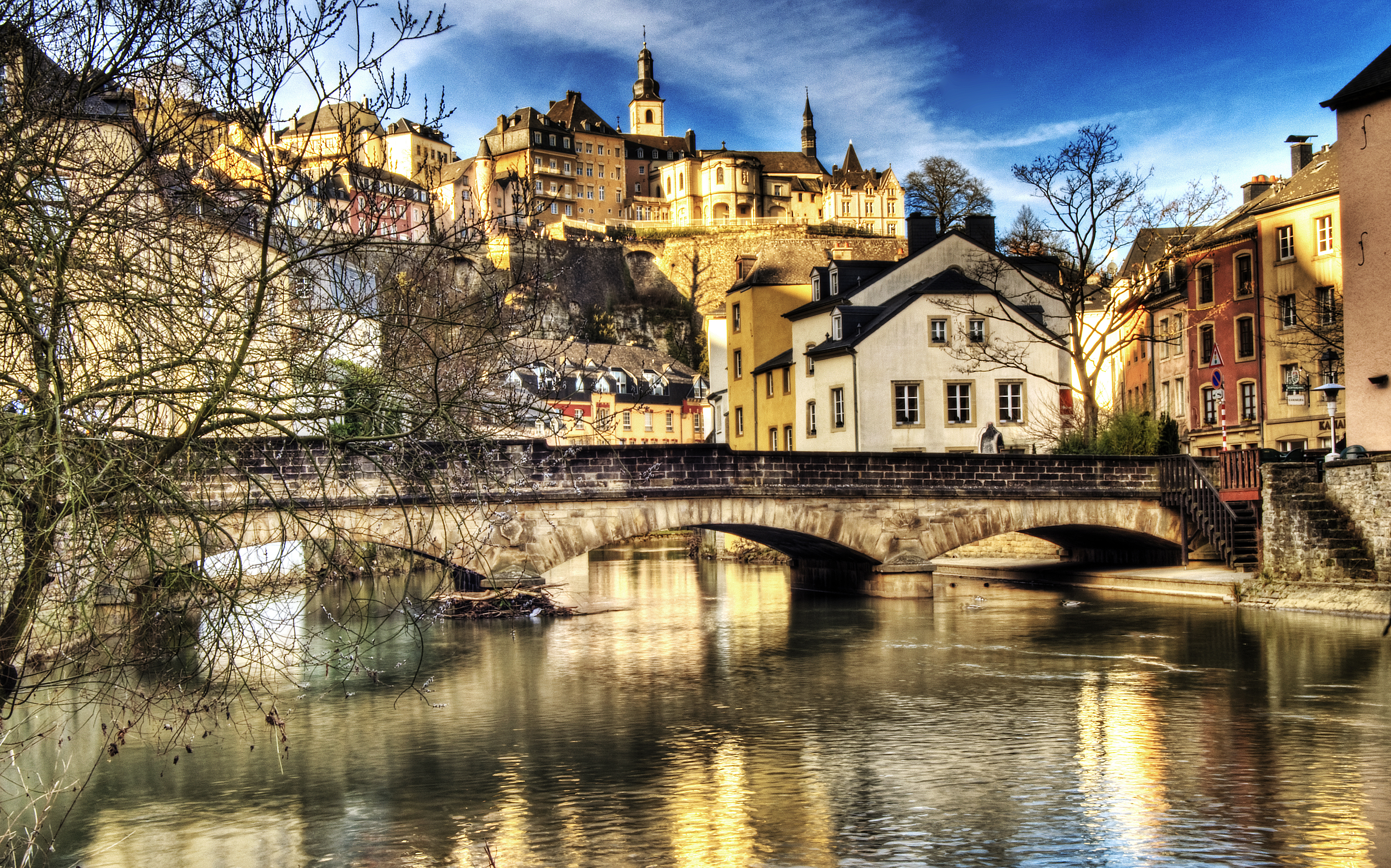
Brücke über die Alzette
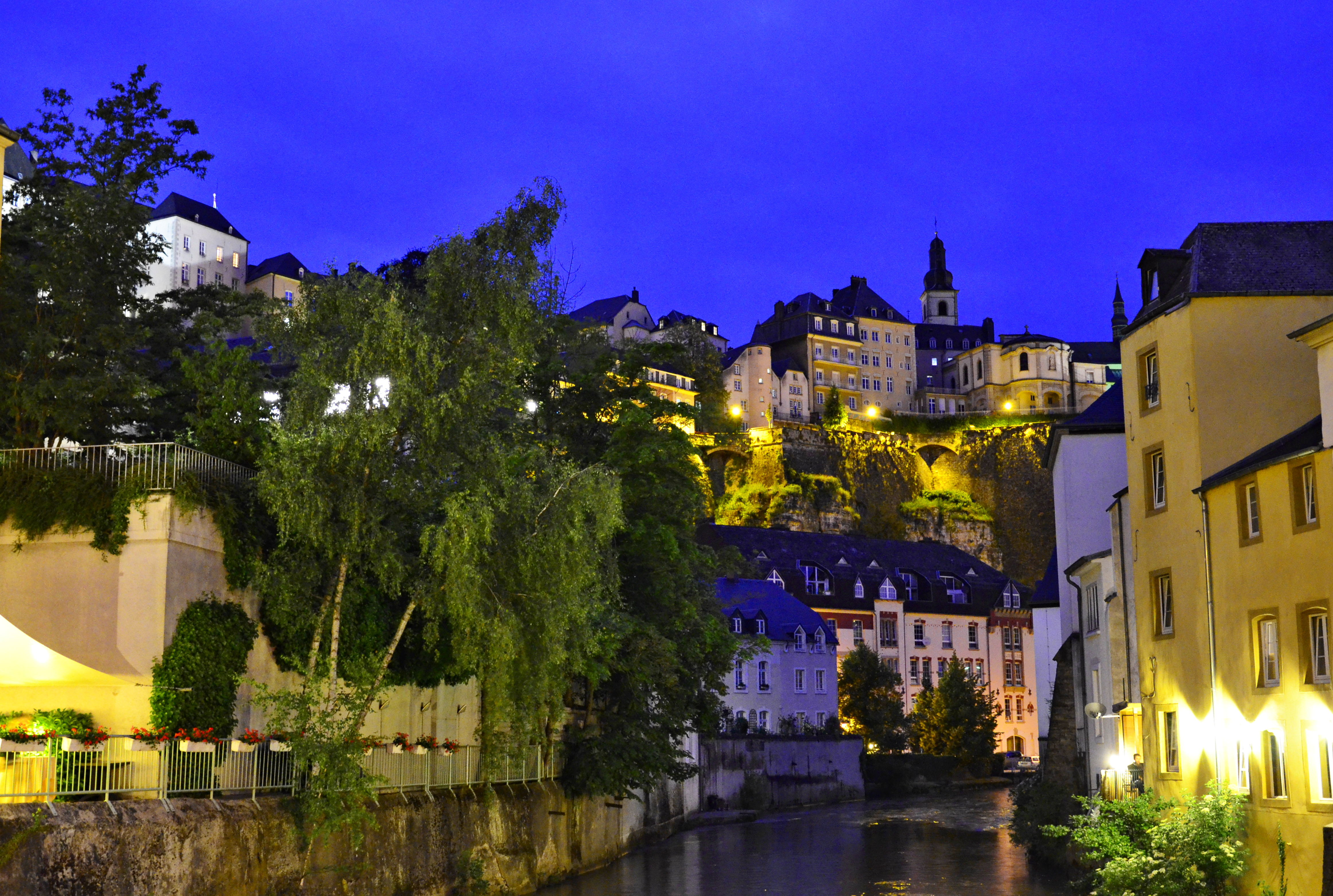
Blick auf die Hochstadt von der Brücke
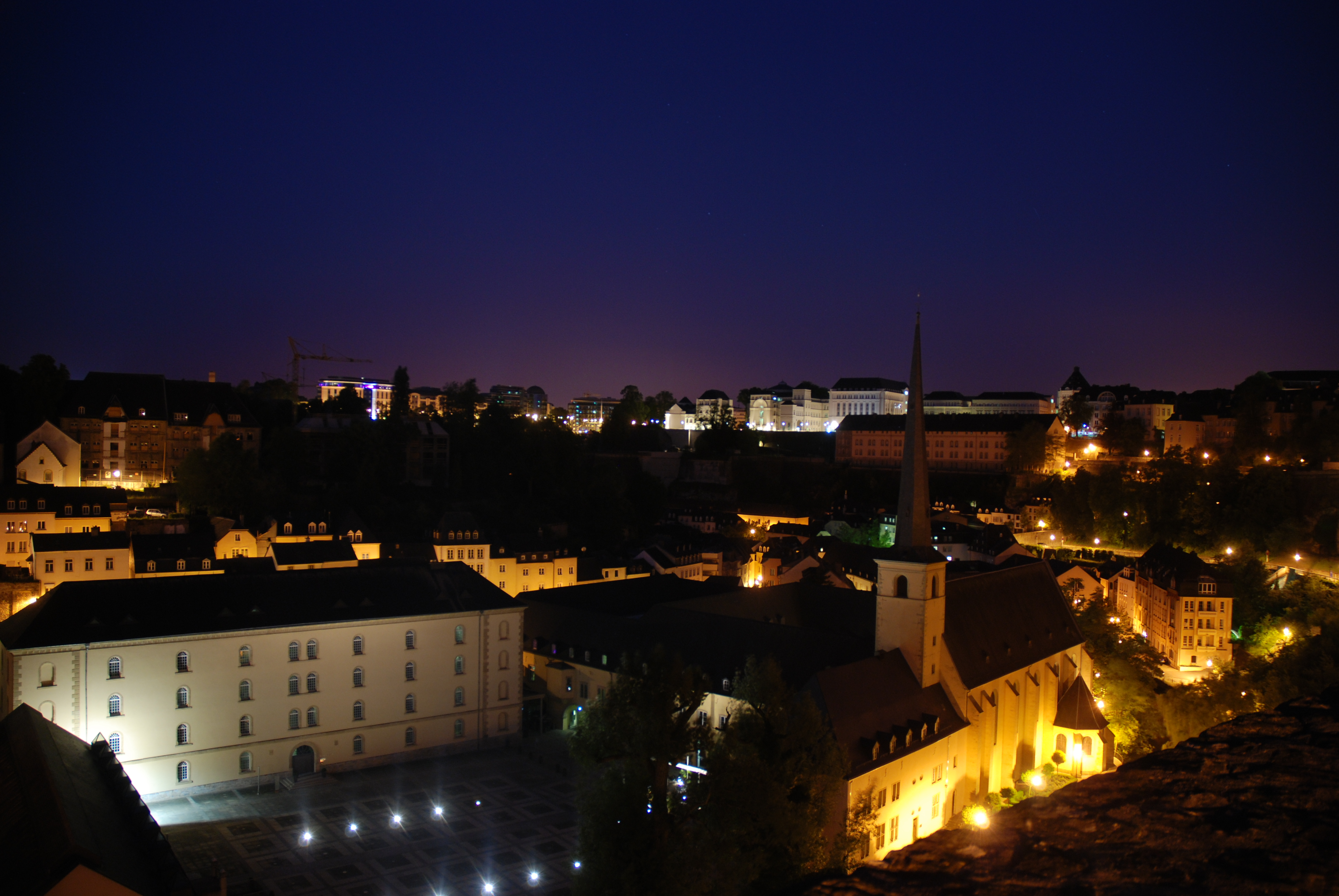
Die Kirche sowie das alte Gefängnis im Stadtgrund
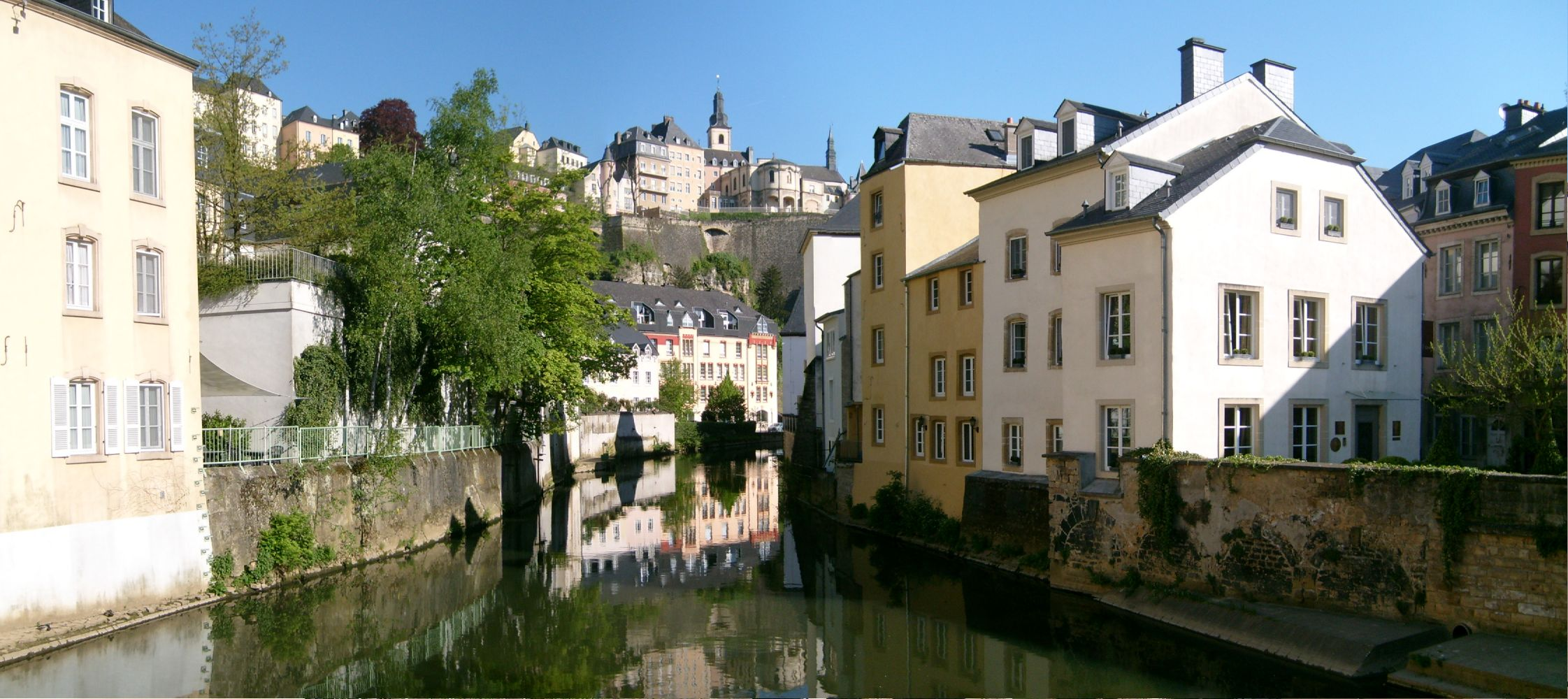
Panorama mit Blick auf die Oberstadt
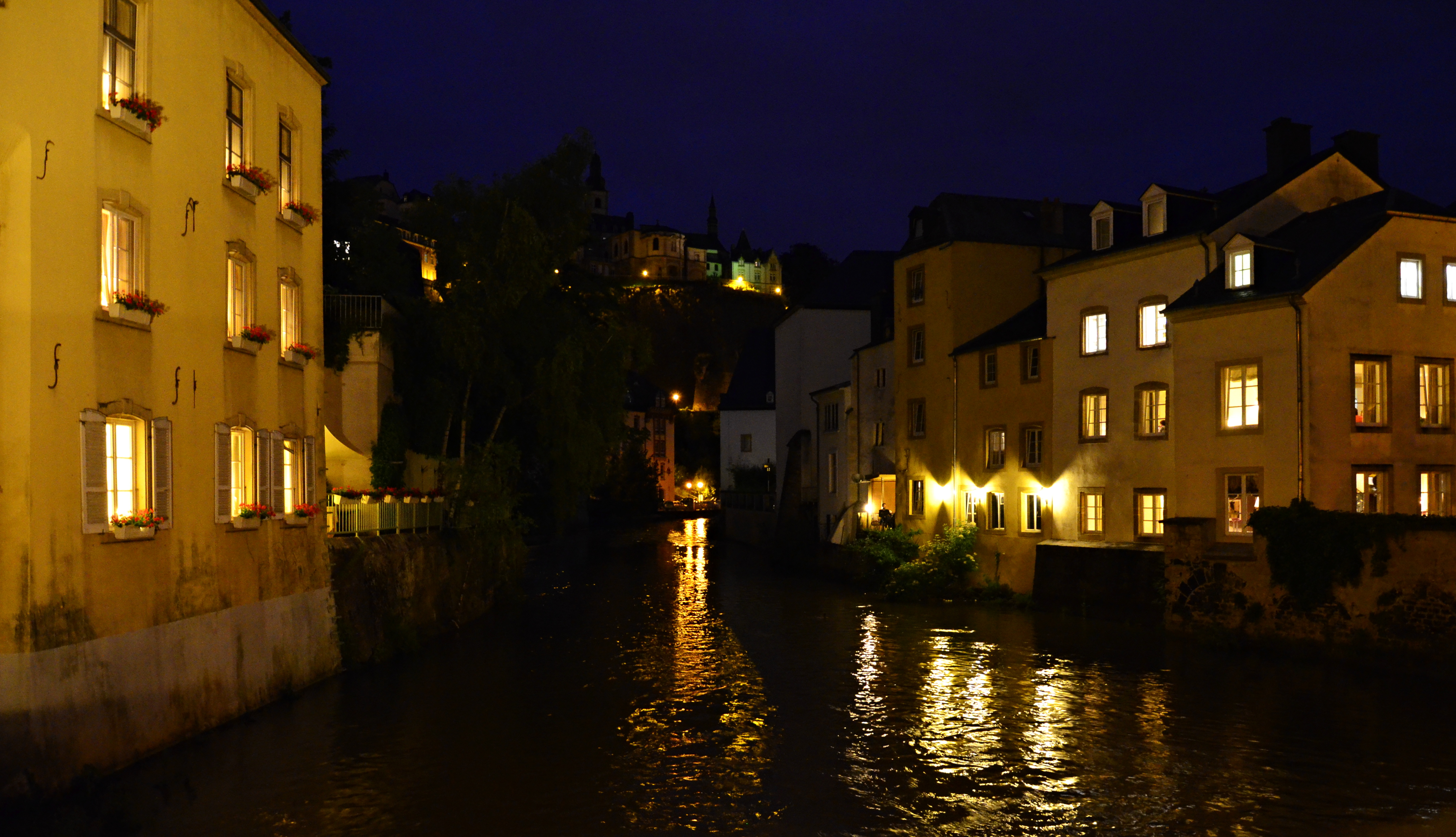
Gebäude unter Denkmalschutz
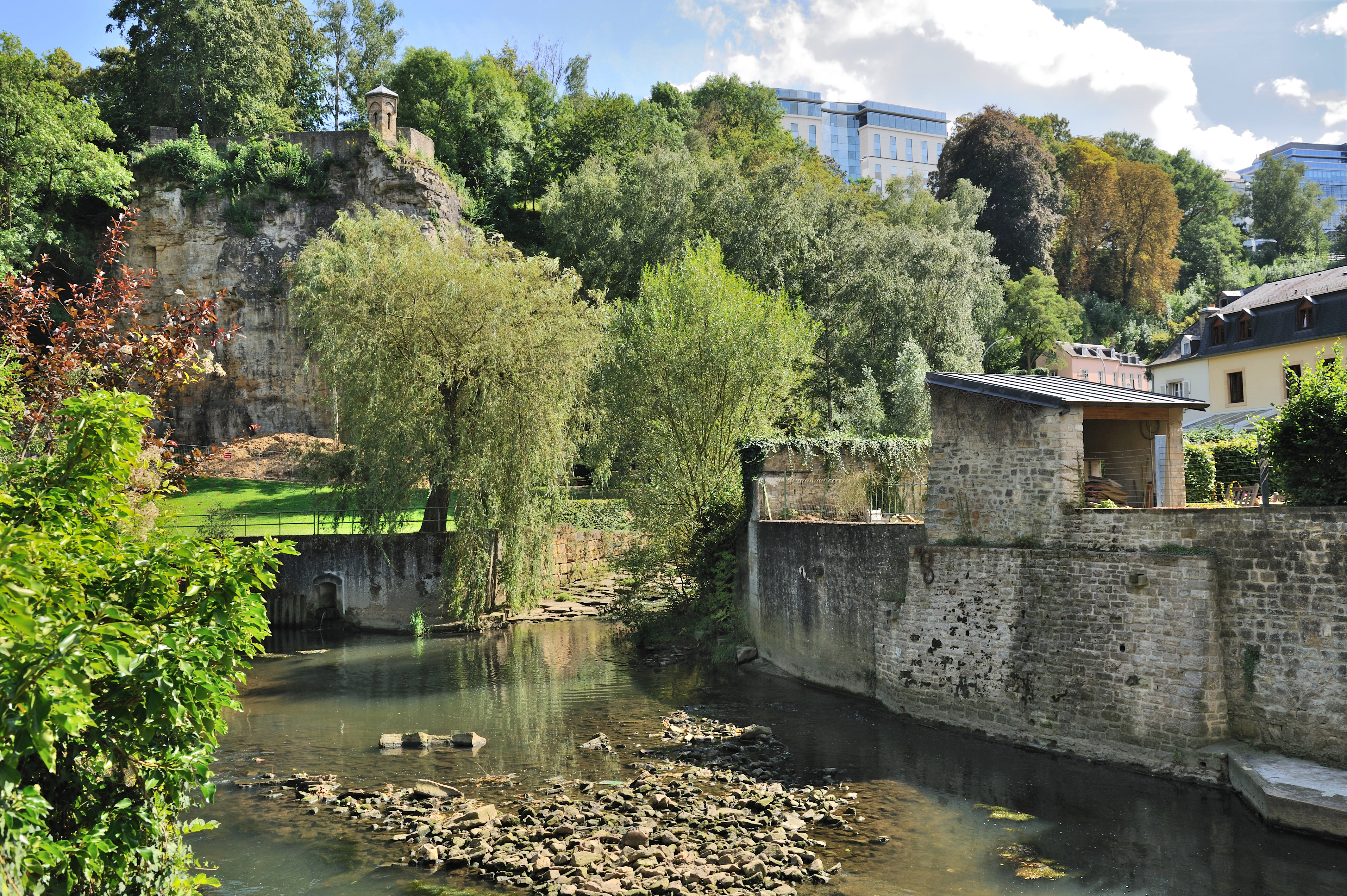
Zusammenfluss von Alzette und Petruss